# Acacia pedicellata
Acacia pedicellata é uma espécie de leguminosa do gênero Acacia, pertencente à família Fabaceae.